# Epizoòtia
En veterinària, una epizoòtia (del grec, επί, per sobre i ζώο, animal) és una malaltia infecto-contagiosa dels animals que determina un augment notable i relativament ràpid de nombrosos casos en una regió o territori determinat. Les epizoòties poden afectar també a poblacions humanes. El seu terme equivalent en medicina és epidèmia.
Una panzoòtia és una epizoòtia que s'estén per un gran espai geogràfic, com un continent, o fins i tot per tot el món. L'equivalent en les poblacions humanes s'anomenaria pandèmia. Les malalties enzoòtiques serien aquelles que estan constantment presents en un ramat a diferència de les epizòotiques que interrompen i desapareixen després per propagar-se en altres indrets.

## Causa
Un epizoòtia poden començar quan es compleixen les següents condicions: l'aparició d'una malaltia nova per a la població animal, agent que infecta una espècie i provoca malalties greus i es produeix una propagació fàcil de manera sostenible entre els animals.
Les malalties es consideren epizòotiques quan a mes de ser generalitzades i provocar morts en un gran nombre d'exemplars; també han de ser infeccioses. Per exemple, el càncer és responsable d'un gran nombre de morts però no es considera una panzoòsi perquè la malaltia, en general, no és infecciosa. A diferència d'una malaltia epizoòtica, una panzoòtica cobreix totes o gairebé totes les espècies en una gran superfície (per exemple, la ràbia, l'àntrax). Habitualment, una enzoosi o una epizoosi, o la seva causa, poden actuar com a factor preparatori potencial.

## Control
El control de les epizoòties es du a terme a escala global per l'Oficina Internacional de les Epizoòties (OIE), actualment Organització Mundial de Sanitat Animal OMSA, creada el 1924 i amb seu a París.
Els principals punts a considerar en la declaració d'una epizoòtia, segons la OMSA són  advertiment precoç, reacció ràpida, recerca immediata i coordinació dels agents implicats.
Amb la finalitat de poder ser mes eficaços en el control de les epizòoties a nivell mundial la OMSA, FAO i WHO han desenvolupat  una estratègia 2021-2025 nomenada Control of Transboundary Animal Diseases per afavorir l'abordatge de nous brots epidèmics.